# يواكيم فيرنانديز
يواكيم فيرنانديز (بالفرنسية: Joachim Fernandez)‏ ‏(6 ديسمبر 1972 في زيغوينتشور - 19 يناير 2016) لاعب كرة قدم سنغالي معتزل كان يجيد اللعب في خط الوسط.
لعب فيرنانديز في أندية سيدان (1993-1994) أنغرز (1994-1995) بوردو (1995-1996) كاين (1996-1997) أودينيزي (1997) مونزا (1997-1999) إيه سي ميلان (1999-2000) تولوز (2000) دندي يونايتد (2000) بيرسما مانادو (2001).

## روابط خارجية
- يواكيم فيرنانديز على موقع رابطة كرة القدم الفرنسية للمحترفين (الإنجليزية)
- يواكيم فيرنانديز على موقع قاعدة بيانات كرة القدم.إي يو (الإنجليزية)
- يواكيم فيرنانديز على موقع عالم كرة القدم.نت (الإنجليزية)